# (6607) Matsushima
(6607) Matsushima – planetoida z pasa głównego asteroid okrążająca Słońce w ciągu 4 lat i 93 dni w średniej odległości 2,62 j.a. Została odkryta 29 października 1991 roku. Przed nadaniem nazwy planetoida nosiła oznaczenie tymczasowe (6607) 1991 UL2.